# 黄河镇水库
黄河镇水库是中国四川省内江市市中区境内的一座水库，位于沱江小支流上，建于1960年。水库正常库容为765万立方米，集雨面积为55平方千米，海拔为336.56米。